# Файрхол
Файрхол (англ. Firehole River) — река в северо-западной части штата Вайоминг, является одним из двух основных притоков реки Мадисон. Она течёт на север примерно 34 км от источника в озере Мадисон по континентальному водоразделу, чтобы присоединиться к реке Гиббон в Йеллоустонском национальном парке.
Река Файрхол протекает через геотермальные районы Йеллоустонского национального парка, там находится несколько значительных гейзеров, в том числе Old Faithful.
На реке несколько водопадов и даже каскадов водопадов (Kepler Cascades).
Следствием протекания реки по геотермальной области является повышение температуры воды в ней, температура достигает 30 °C и это на 5—10 градусов выше, чем в истоке реки.
Так как в реку попадают растворённые минералы из геотермальных источников, в ней некоторые химические вещества содержатся в количествах гораздо больше допустимого (в частности высок уровень бора и мышьяка). Несмотря на это, в реке живёт и нерестится рыба.